# 맹인 대협객
"맹인 대협객"(盲人 大俠客, The Blind Swordsman)은 한국에서 제작된 박우상 감독의 1971년 영화이다. 이종벽 등이 제작에 참여하였다.